# Liste der Baudenkmale in Altenhof (Mecklenburg)
In der Liste der Baudenkmale in Altenhof sind alle denkmalgeschützten Bauten der Gemeinde Altenhof (Mecklenburg-Vorpommern) und ihrer Ortsteile aufgelistet. Grundlage ist die Veröffentlichung der Denkmalliste des Landkreises Mecklenburgische Seenplatte (Auszug) vom 20. Januar 2017.

## Baudenkmale nach Ortsteilen

### Altenhof
| ID | Lage            | Bezeichnung   | Beschreibung | Bild |
| -- | --------------- | ------------- | ------------ | ---- |
| 51 | Dorfstraße 5- 7 | Wohnhaus      |              |      |
| 52 | Dorfstraße 11   | Brennerei     |              |      |
| 50 | Schulstraße 3   | 1/2 Wohnhaus  |              |      |
| 53 | Schulstraße 6/8 | Feldsteinhaus |              |      |

### Darze
| ID  | Lage                    | Bezeichnung | Beschreibung | Bild |
| --- | ----------------------- | ----------- | ------------ | ---- |
| 879 | Plauer Chaussee (B 198) | Meilenstein |              |      |

## Quelle
- Karte der Baudenkmale im Geoportal des Landkreises

- Karte mit allen Koordinaten:
- OSM |
- WikiMap